# هوچرب‌کورسانان
هوچرب‌کورسانان (به لاتین: Eulipotyphla)، به معنی «به راستی چرب و کور»)، یک راسته از پستانداران است که با روش مولکولی فیلوژنتیک بازسازی، و شامل اعضای لوراسیاددان در آرایه نامعتبر راستهٔ پیشین چرب‌کورسانان است، اما اعضای آفریقاددان (tenrecs، موش کور طلایی، و حشره‌خوار سمورها را که خود اکنون حشره‌خواران آفریقایی تشکیل می‌دهند) را دربر نمی‌گیرد. چرب‌کورسانان به نوبه خود با حذف تعدادی از گروه‌های راسته حشره‌خوارسانان، آرایه زباله‌دانی که قبلاً استفاده می‌شد، به دست آمده بود. نام هوچرب‌کورسانان که از برگردان نام لاتین Eulipotyphla به دست آمده‌است، از سه بخش هو (Eu)، چرب (lipo)، و کور (typhl) تشکیل شده‌است.
هوچرب‌کورسانان شامل خارپشت‌ها و موش‌تیغی (خانواده خارپشتان، که قبلاً در راستهٔ خارپشت‌سانان بود)، شکاف‌دندان‌ها، مشک‌موش‌ها، کورموشان، موش کورها حشره‌خوارمانند و حشره‌خواران راستین). حشره‌خواران راستین، موش کورها و شکاف‌دندان‌ها در گذشته در راسته حشره‌خوارسانان گروه‌بندی می‌شدند. با این حال، Soricomorpha پیراتباری است، زیرا خارپشتان گروه خواهری حشره‌خوارها هستند.
این کلاد خواهری خاگ‌پوش‌داران است. آنها با هم، لوراسیاددان را تشکیل می‌دهند.

## رده‌بندی

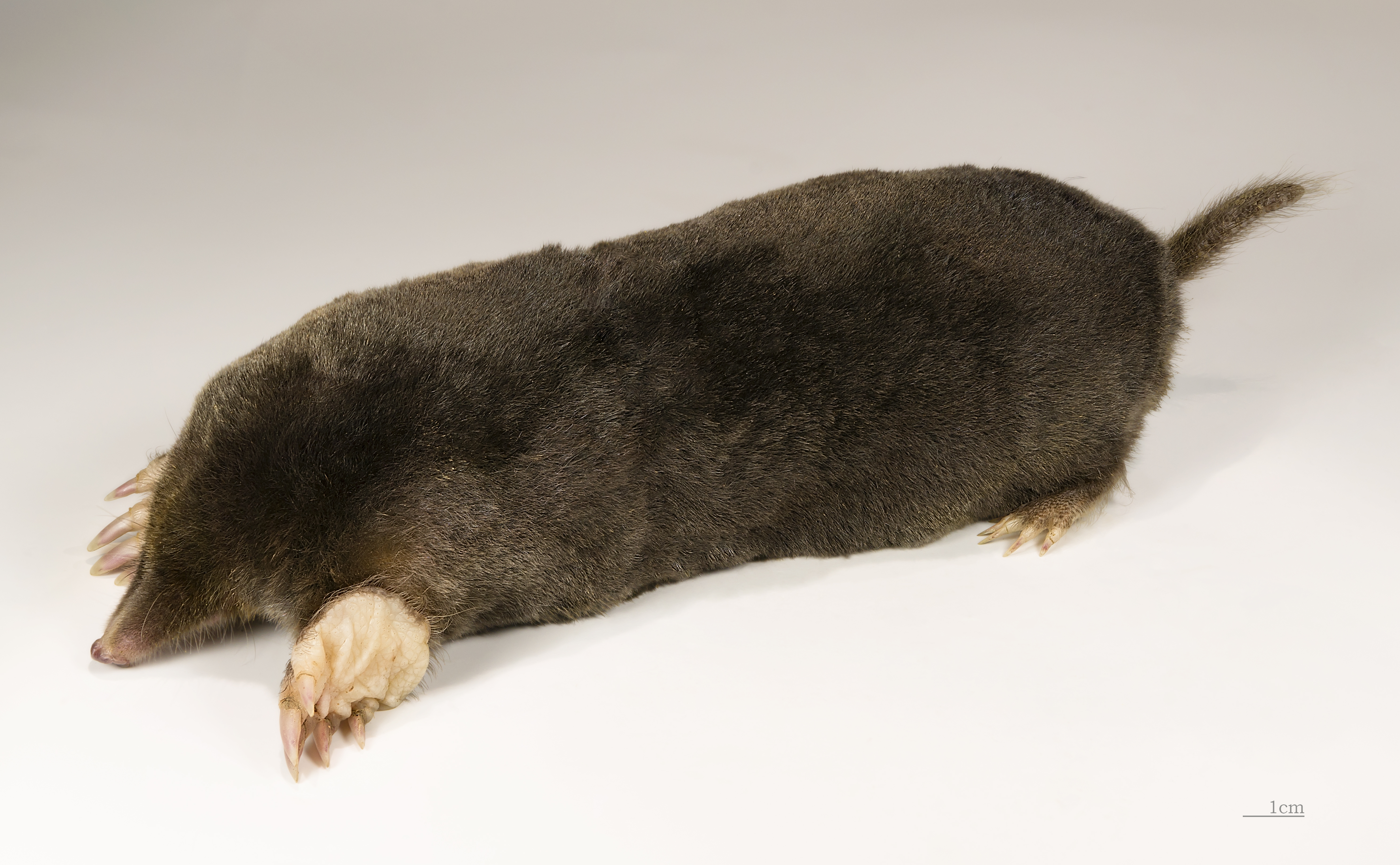
موش کور اروپایی (Talpidae)

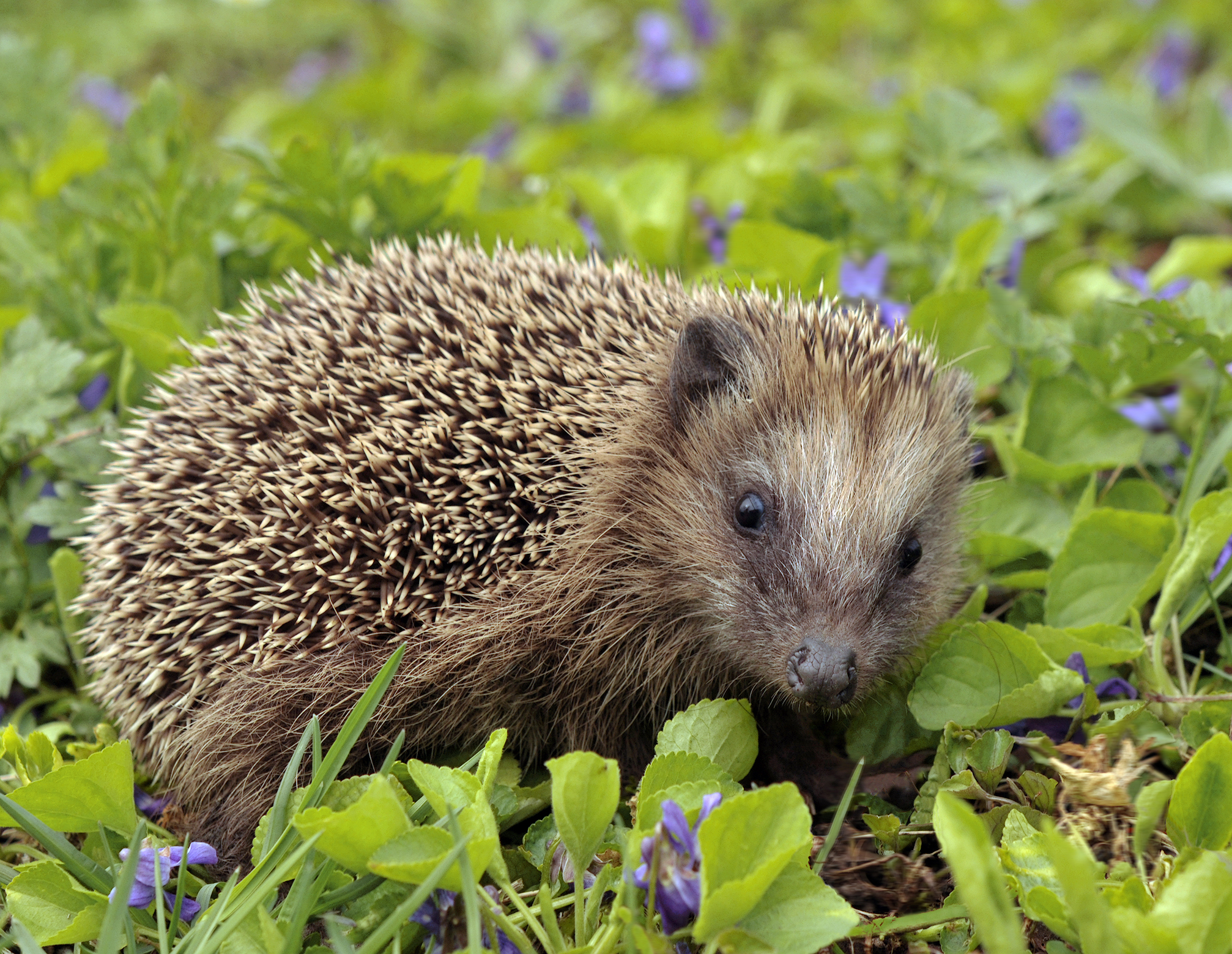
خارپشت اروپایی (Erinaceidae)

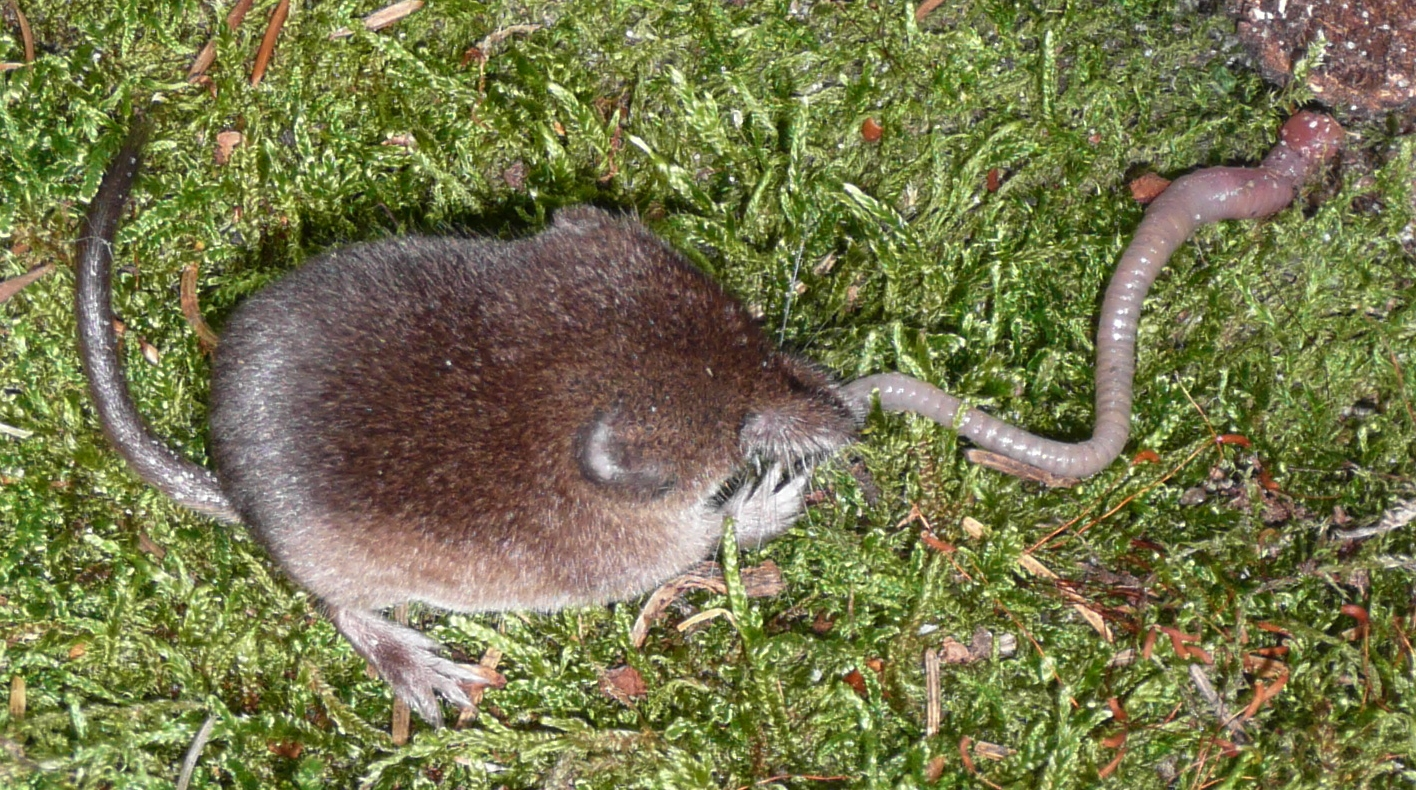
حشره‌خوار معمولی (Soricidae)

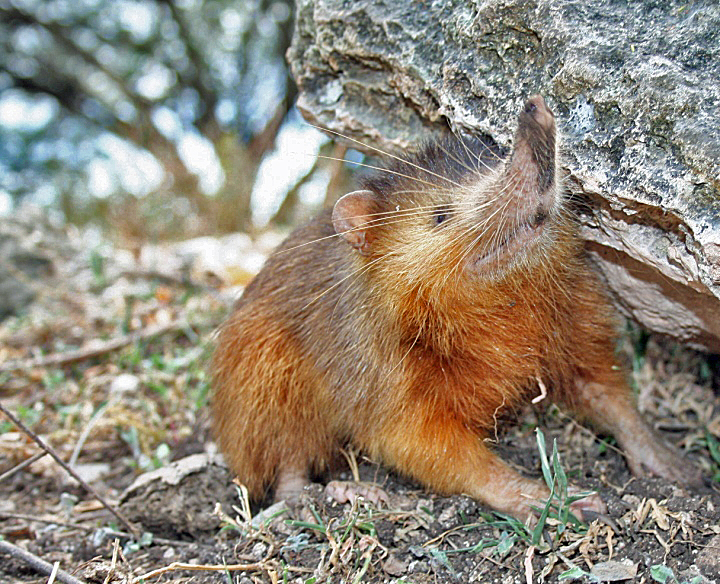
شکاف‌دندان هیسپانیولایی (Solenodontidae)؛ تخمین زده می‌شود که شکاف‌دندان‌ها از سایر هوچرب‌کورسانان موجود در کرتاسه پسین جدا شده باشند.

- راسته هوچرب‌کورسانان Eulipotyphla
 (= 'Lipotyphla' - Afrosoricida = 'Erinaceomorpha' + 'Soricomorpha')
  - خانواده خارپشتان[۷]
    - زیرخانواده جوجه‌تیغی: جوجه تیغی
    - زیرخانواده Galericinaeموش‌تیغی: موش‌تیغی‌ها و موش ماه

  - خانواده حشره‌خواران راستین[۸]
    - زیرخانواده حشره‌خوار دندان‌سفید: حشره‌خواریان دندان‌سفید
    - زیرخانواده حشره‌خوارهای دندان‌سرخ: حشره‌خواریان دندان‌سرخ
    - زیرخانواده Myosoricinae: حشره‌خواران دندان‌سفید آفریقایی

  - خانواده کورموشان[۹]
    - زیرخانواده موش کورهای بر قدیم: کورموشیان جهان قدیم و دسمان‌ها
    - زیرخانواده موش‌های کور بر جدید: کورموشیان جهان جدید
    - زیرخانواده موش کورهای حشره‌خوار: کورموشیان حشره‌خوارمانند

  - خانواده شکاف‌دندانان
  - † خانواده حشره‌خواران هند غربی: حشره‌خواران منقرض‌شده هند غربی
  - † خانواده Amphilemuridae
  - † خانواده Nyctitheriidae
  - † خانواده Plesiosoricidae

کلادنمای سطح خانواده روابط هوچرب‌کورسانان مدرن، به پیروی از روکا و همکاران. و بریس و همکاران:
زیرکلادهای پایه‌ای بالا و پایین در این درخت تبارشناسی به ترتیب زیرراسته‌های Solenodonota و Erinaceota هستند. تخمین زده می‌شود که این دو شاخه حدود ۷۲–۷۴ میلیون سال پیش (Ma) تقسیم شده‌اند. گمان می‌رود که Nesophontidae و Solenodontidae تقریباً ۵۷ میلیون سال پیش از هم جدا شده‌اند. زمان تقسیم برای موش کورها در برابر حشره‌خوارها به همراه خارپشتان، و برای حشره‌خوارها در برابر خارپشتان، به ترتیب در حدود ۶۹ و ۶۴ میلیون سال پیش برآورد شده‌است.